# Судислово
Судислово — деревня в городском округе Шаховская Московской области, в 2 км от центра рабочего посёлка Шаховская (примыкает к посёлку).

## Население
| 1859 | 1926 | 2002 | 2006 | 2010 |
| ---- | ---- | ---- | ---- | ---- |
| 299  | ↗471 | ↗519 | ↗581 | ↘515 |

## История
В 1769 году Судислова — деревня Хованского стана Волоколамского уезда Московской губернии, владение премьер-майора, князя Петра Алексеевича Шаховского. В деревне 26 дворов и 85 душ.
В середине XIX века деревня Судислово относилась ко 2-му стану Волоколамского уезда и принадлежала коллежскому асессору Андрею Петровичу Степанову. В деревне было 30 дворов, крестьян 149 душ мужского пола и 150 душ женского.
В «Списке населённых мест» 1862 года — владельческая деревня 1-го стана Волоколамского уезда Московской губернии по правую сторону Московского тракта, шедшего от границы Зубцовского уезда на город Волоколамск, в 27 верстах от уездного города, при колодце, с 41 двором и 299 жителями (149 мужчин, 150 женщин).
По данным на 1890 год деревня входила в состав Муриковской волости, число душ мужского пола составляло 142 человека.
В 1913 году — 65 дворов, земское училище, казённая винная лавка, чайная лавка, 2 маслобойни и 2 шерстобойни.
По материалам Всесоюзной переписи населения 1926 года в деревне проживал 471 человек (216 мужчин, 255 женщин), насчитывалось 91 хозяйство (90 крестьянских), имелась школа, располагались сельсовет и волисполком.
До 1929 года деревня была центром Судисловской волости, затем — населённый пункт в Шаховском районе Московской области.
До 2008 года улиц в деревне не было, но в конце 2008 года в соответствии с решением администрации городского поселения Шаховская создана первая улица под названием Трудовая. Сейчас в деревне зарегистрировано 12 улиц, а также приписано садоводческое товарищество «Марафон».
1994—2006 гг. — центр Судисловского сельского округа Шаховского района.
2006—2015 гг. — деревня городского поселения Шаховская Шаховского района.
2015 г. — н. в. — деревня городского округа Шаховская Московской области.

## Транспорт
Неподалёку проходит автомагистраль М9 и железнодорожная ветка (станция Шаховская; код 19770) Рижского направления МЖД.
Из посёлка Шаховская через Судислово ходят автобусы № 33, 49, 55, 66, а также автобус № 927 в Тверь.